# رينيه شاربنتييه
رينيه شاربنتييه (بالفرنسية: René Charpentier)‏ (و. 1680 – 1723 م) هو نحات فرنسي، كان عضوًا في الأكاديمية الملكية للرسم والنحت، توفي في باريس، عن عمر يناهز 43 عاماً.